# Koukaku no Regios
Chrome Shelled Regios (鋼殻のレギオス, Kōkaku no Regiosu) é uma série de light novels escrita por Shūsuke Amagi e ilustrada por Miyū. Foi adaptada em três diferentes séries de mangá, e uma de tiras cômicas. Possui um spin-off intitulado Legend of Regios, assinado pelos mesmos autores.
Recebeu uma adaptação para anime pelo estúdio ZEXCS, do qual também conta com alguns trechos de Legend of Regios.

## Enredo
Koukaku no Regios se passa em um mundo fictício e pós-apocalíptico, do qual humanos vivem em Regios - cidades móveis envolvidas por cúpulas gigantes, guiadas por espíritos conscientes - para se protegerem da poluição, e dos monstros surgidos a partir dela.
A história foca-se em Layfon Alseif, um rapaz de quinze anos, que, por algum motivo, é exilado de sua cidade natal, Grendan, onde carregava o título de Tenken - dado somente aos doze mais notáveis lutadores - e ajudava a proteger a cidade, derrotando os monstros que a ameaçavam.
Logo em seguida, ele procura por estudos comuns na Cidade Universitária, Zuellni, mas acaba sendo forçado a se juntar ao 17º Pelotão da Ciência Militar, comandado por Nina Antalk. Estando em um pelotão, Layfon passa a se preparar para competições internas e entre cidades - onde são disputados o Cellunium, minério que move as Regios.

## Guia de episódios
Anime
1) A cidade consciente
2) Peguem a bandeira!
3) Zuellni, a fada eletrônica
4) Desarmamento! Vistam a roupa de empregada!
5) O inimigo que se esconde na Terra da Morte
6) A carta de Grendan
7) Restauração Adamandite
8) O inimigo do passado e a cidade fantasma
9) Qualificações para o usuário da Espada dos Céus
10) A revanche de Lucren
11) Karian Spa Resort
12) Mentira gentil
13) Sentimentos escondidos no cano de uma pistola
14) Haikizoku aparece
15) Sentimentos não alcançados
16) O alvoroço de Zuellni e o ataque dos monstros sujos
17) A gangue mercenária Salinvan vai para a batalha
18) Nina desaparece! Emergência em Zuellni
19) Encontro marcado
20) A noite anterior à luta entre cidades
21) Felli é roubada!
22) A cidade invencível Lance Shelled Régios, Grendan se aproxima
23) Pedaços de Ignasis
24) A cidade que está para nascer